# 1979–1980-as magyar labdarúgókupa
Az 1979–1980-as magyar labdarúgókupa küzdelmeit a Diósgyőri VTK nyerte.

## Első forduló
| 1. csapat                | Eredmény    | 2. csapat                   |
| ------------------------ | ----------- | --------------------------- |
| 1979. december 12.       |             |                             |
| Romhányi Kerámia SK      | 0–1         | Volán SC                    |
| Szegedi DELÉP            | 1–3         | Vasas                       |
| Kecskédi TSZ SZK         | 0–2         | Dunaújvárosi Kohász         |
| Lovasberényi TSZ SK      | 0–1         | Csepel SC                   |
| Pécsi Zsolnay SE         | 1–3         | Tatabányai Bányász          |
| 1979. december 15.       |             |                             |
| Kaposvári Vasas          | 0–1         | Répcelaki Bányász           |
| 1979. december 16.       |             |                             |
| Tordasi TSZ              | 1–1         | Oroszlányi Bányász          |
| Putnoki SE               | 0–1         | Szolnoki Cukorgyár          |
| 1979. december 19.       |             |                             |
| Budafoki MTE             | 4–0         | Kossuth KFSE                |
| 1979. december 22.       |             |                             |
| Ózdi Kohász              | 1–2         | Békéscsabai Előre Spartacus |
| Mátranováki Vasas        | 1–1         | Debreceni MVSC              |
| Bárnai KSK               | 1–6         | Diósgyőri VTK               |
| Szolnoki MÁV MTE         | 3–4 hu.     | Nyíregyházi VSSC            |
| Balmazújvárosi Lenin TSZ | 2–4         | Szarvasi Főiskola Spartacus |
| Bajai SK                 | 3–0         | Székesfehérvári MÁV Előre   |
| Gyöngyösi SE             | 3–3         | Ferencvárosi TC             |
| Gamma SC                 | 0–4         | Újpesti Dózsa               |
| Kecskeméti SC            | 3–2         | MTK-VM                      |
| Hódmezővásárhelyi MSC    | 1–1         | Bp. Honvéd                  |
| Sárosdi TSZ              | 1–3         | Dömsödi Vízmű               |
| Üllői KSK                | 1–1         | SZEOL AK                    |
| Mohács Véménd            | 1–1         | Videoton                    |
| Mázaszászvár             | 1–1         | Rába ETO                    |
| Komlói Bányász           | 2–2         | Pécsi MSC                   |
| Haladás VSE              | 3–1         | Pécsi VSK                   |
| Sabaria SE               | 1–0         | Zalaegerszegi TE            |
| Honvéd Bottyán SE        | 1–0         | Bátaszéki Szöv. Vasutas     |
| MOTIM TE                 | 1–1         | Ajka Alumínium              |
| Kaposvári Rákóczi        | 3–1         | MÁV DAC                     |
| Fertőszentmiklósi MEDOSZ | 2–2 te: 4–5 | Honvéd Schönherz SE         |
| NIKE Fűzfői AK           | 2–0         | Tapolcai Bauxit             |
| Honvéd Trencsényi        | 0–7         | Salgótarjáni TC             |

## Második forduló
| 1. csapat             | Eredmény | 2. csapat                   |
| --------------------- | -------- | --------------------------- |
| 1980. február 27.     |          |                             |
| Mázaszászvári Bányász | 3–4      | Volán SC                    |
| NIKE Fűzfői AK        | 0–2      | Tatabányai Bányász          |
| Tordas Gyúrói TSZ SK  | 0–6      | Dunaújvárosi Kohász         |
| Mohács-Véméndi TE     | 1–5      | Vasas                       |
| Honvéd Schönherz SE   | 1–2      | Sabaria SE                  |
| Répcelaki Bányász     | 1–2      | Komlói Bányász              |
| Honvéd Bottyán SE     | 1–2      | Haladás VSE                 |
| MOTIM TE              | 1–0      | Kaposvári Rákóczi           |
| Budafoki MTE-Kinizsi  | 0–3      | Diósgyőri VTK               |
| Szolnoki Cukorgyár    | 1–5      | Salgótarjáni TC             |
| Nyíregyházi VSSC      | 1–1      | Újpesti Dózsa               |
| Dömsödi Vízügy SK     | 0–8      | Békéscsabai Előre Spartacus |
| Csepel SC             | 3–0      | Kecskeméti SC               |
| Bajai SK              | 1–0      | Hódmezővásárhelyi MSE       |
| Üllői KSK             | 0–0      | Szarvasi Főiskola Spartacus |
| Mátranováki Vasas     | 0–1      | Gyöngyösi Spartacus         |

## Nyolcaddöntő
| 1. csapat        | Eredmény | 2. csapat                   |
| ---------------- | -------- | --------------------------- |
| 1980. március 5. |          |                             |
| Csepel SC        | 0–1      | Diósgyőri VTK               |
| Nyíregyházi VSSC | 2–0      | Volán SC                    |
| Haladás VSE      | 0–1      | Salgótarjáni TC             |
| Komlói Bányász   | 1–0      | Tatabányai Bányász          |
| Sabaria SE       | 3–1      | Dunaújvárosi Kohász         |
| MOTIM TE         | 0–1      | Vasas                       |
| Gyöngyösi SE     | 3–2      | Békéscsabai Előre Spartacus |
| Üllői KSK        | 2–2      | Bajai SK                    |

## Negyeddöntő
| 1. csapat         | Eredmény | 2. csapat        |
| ----------------- | -------- | ---------------- |
| 1980. április 16. |          |                  |
| Gyöngyösi SE      | 0–5      | Vasas            |
| Komlói Bányász    | 2–0      | Salgótarjáni TC  |
| Sabaria SE        | 1–0 hu.  | Nyíregyházi VSSC |
| Üllői SK          | 0–2      | Diósgyőri VTK    |

## Elődöntő
| 1. csapat         | Eredmény | 2. csapat     |
| ----------------- | -------- | ------------- |
| 1980. április 23. |          |               |
| Komlói Bányász    | 1–2      | Diósgyőri VTK |
| Sabaria SE        | 0–1      | Vasas         |

## Döntő
| 1980. május 21. 17:45 |

| Diósgyőri VTK                    | 3–1               | Vasas SC |
| -------------------------------- | ----------------- | -------- |
| Kutasi 41' Fekete 54' Szalai 84' | (1–0) Jegyzőkönyv | Kiss 82' |

| Veszprém Nézőszám: 16 000 Játékvezető: Palotai Károly Asszisztensek: Pádár László, Kőrös László |

| DIÓSGYŐRI VTK: |  |                   |  |     |
|                |  |                   |  |     |
| K              |  | Veréb György      |  |     |
| V              |  | Szántó Gábor      |  |     |
| V              |  | Salamon József    |  |     |
| V              |  | Kutasi László     |  |     |
| KP             |  | Oláh Ferenc       |  |     |
| KP             |  | Kerekes János     |  |     |
| KP             |  | Görgei János      |  |     |
| KP             |  | Kádár Lajos       |  |     |
| CS             |  | Borostyán Mihály  |  | 86' |
| CS             |  | Fükő Sándor       |  |     |
| CS             |  | Fekete László     |  | 75' |
| Cserék:        |  |                   |  |     |
|                |  | Szalai István     |  | 75' |
|                |  | Teodoru Vaszilisz |  | 86' |
| Vezetőedző:    |  |                   |  |     |
| Szabó Géza     |  |                   |  |     |

| VASAS:         |  |                      |     |     |
|                |  |                      |     |     |
| K              |  | Mészáros Ferenc      |     |     |
| V              |  | Török Péter          | 39' |     |
| V              |  | Híres Gábor          |     |     |
| V              |  | Komjáti András       |     |     |
| V              |  | Rácz László          |     |     |
| KP             |  | Birinyi István       |     |     |
| KP             |  | Hegedűs Béla         |     |     |
| KP             |  | Müller Sándor        |     | 57' |
| KP             |  | Zombori Sándor       |     |     |
| CS             |  | Kiss László          |     |     |
| CS             |  | Várady Béla          |     | 57' |
| Cserék:        |  |                      |     |     |
|                |  | Somogyi József       |     | 57' |
|                |  | Szebegyinszky András |     | 57' |
| Vezetőedző:    |  |                      |     |     |
| Mészöly Kálmán |  |                      |     |     |

A Diósgyőr MNK-ban szerepelt játékosai: Veréb György (5), Szabó László (1) – Borostyán Mihály (6), Czél Imre (1), Fekete László (4), Fükő Sándor (4), Görgei János (4), Kádár Lajos (3) Kerekes János (4), Kutasi László (6), Oláh Ferenc (6), Osváth László (3), Salamon József (6), Szalai István (5), Szántó Gábor (5), Szlifka Miklós (2), Tatár György (5), Teodoru Borisz (3), Teodoru Vaszilisz (3), Váradi Ottó (1)